# Andrés Prieto
Andrés Prieto Urrejola (Santiago de Chile, 1928. december 19. – 2022. szeptember 25.) chilei labdarúgócsatár, edző. Öccse a szintén labdarúgó Ignacio Prieto.

## Pályafutása

### Klubcsapatban
1947 és 1952 között az Universidad Católica, 1953-ban a venezuelai Deportivo Vasco, 1953 és 1955 között a spanyol Espanyol labdarúgója volt. 1955-ben visszatért az Universidad Católica csapatához, ahol 1957-ben fejezte be az aktív labdarúgást. 1949-ben chilei bajnok volt csapatával.

### A válogatottban
1947 és 1957 között 17 alkalommal szerepelt a chilei válogatottban és nyolc gólt szerzett.

### Edzőként
1962 és 1990 között edzőként tevékenykedett. 1962-ben első klubja a San Luis volt. 1963 és 1966 között korábbi csapata, az Universidad Católica szakmai munkáját irányította és egy bajnoki címet nyert az együttessel. 1966–67-ben a Colo-Colo edzőjeként tevékenykedett. 1967-ben a mexikói América, 1968-ban az Unión Española, 1969–70-ben a Huachipato edzője volt.
1971 és 1976 között folyamatosan külföldön edzősködött. 1971-ben az argentin Platense, 1972-ben a Vélez Sarsfield és San Lorenzo szakmai munkáját irányította. A San Lorenzóval 1972-ben argentin bajnok lett. 1973 és 1975 között az uruguayi Liverpool, 1976-ban a Defensor Sporting vezetőedzője volt. A Defensor csapatával 1976-ban uruguayi bajnoki címet szerzett.
1977-ben hazatért Chilébe és 1979-ig a Cobreloa csapatánál dolgozott. 1980-ban ismét az Universidad Católica, 1981-ben a Deportes Iquique, 1983-ban az Unión San Felipe vezetőedzője volt.
1984 és 1987 között Bolíviában tevékenykedett. 1984–85-ben a Bolívar, 1986–87-ben a Real Santa Cruz csapatánál dolgozott. A Bolívar együttesével 1985-ben bajnoki címet szerzett.
1988 és 1990 között Chilében fejezte be edzői pályafutását. 1988-ban a  Coquimbo Unido és a Naval, 1989–90-ben a Cobreloa edzője volt.

## Sikerei, díjai

### Játékosként
Universidad Católica
- Chilei bajnokság
  - bajnok: 1949

### Edzőként
Universidad Católica
- Chilei bajnokság
  - bajnok: 1966

 San Lorenzo
- Argentin bajnokság
  - bajnok: 1972

 Defensor Sporting
- Uruguayi bajnokság
  - bajnok: 1976
- Liguilla Pre-Libertadores de América
  - győztes: 1976

 Bolívar
- Bolíviai bajnokság
  - bajnok: 1985